# Sewellia albisuera
Sewellia albisuera is een straalvinnige vissensoort uit de familie van de steenkruipers (Balitoridae). De wetenschappelijke naam van de soort is voor het eerst geldig gepubliceerd in 2003 door Freyhof.